# Thanh Miện, Hải Phòng
Thanh Miện là xã thuộc thành phố Hải Phòng, Việt Nam.

## Địa lý
Thị trấn Thanh Miện nằm ở phía đông huyện Thanh Miện, có vị trí địa lý:
- Phía đông giáp huyện Ninh Giang
- Phía tây giáp xã Lê Hồng
- Phía nam giáp huyện Ninh Giang và các xã Ngũ Hùng, Tứ Cường
- Phía bắc giáp huyện Gia Lộc và xã Lam Sơn.

Thị trấn Thanh Miện có diện tích 9,59 km², dân số năm 2018 là 14.884 người, mật độ dân số đạt 1.552 người/km².

## Lịch sử
Trước năm 1945, địa bàn thị trấn Thanh Miện hiện nay tương ứng với 8 làng xã: An Lạc, Bất Nạo, Phù Nội, Phượng Hoàng Hạ, Phượng Hoàng Thượng, Thái Thạch, Triệu Nội và Vô Hối thuộc tổng Phù Nội, huyện Thanh Miện, phủ Bình Giang, tỉnh Hải Dương.
Đầu năm 1946, các xã Phượng Hoàng Thượng, Phượng Hoàng Hạ, Bất Nạo, Vô Hối và An Lạc hợp nhất thành xã Lê Bình; các xã Phù Nội, Thái Thạch và Triệu Nội hợp nhất thành xã Hùng Sơn.
Đầu năm 1961, theo quyết định của tỉnh, huyện lỵ Thanh Miện được chuyển từ phố Chương (xã Lam Sơn) về phố Neo thuộc xã Lê Bình.
Ngày 24 tháng 2 năm 1979, huyện Thanh Miện sáp nhập với huyện Ninh Giang thành huyện Ninh Thanh. Huyện lỵ huyện Ninh Thanh đặt tại xã Lê Bình.
Ngày 27 tháng 1 năm 1996, huyện Ninh Thanh được chia lại thành hai huyện Thanh Miện và Ninh Giang, các xã Lê Bình và Hùng Sơn trở lại thuộc huyện Thanh Miện.
Ngày 23 tháng 3 năm 1996, Chính phủ ban hành Nghị định 17-CP. Theo đó, thành lập thị trấn Thanh Miện, thị trấn huyện lỵ huyện Thanh Miện trên cơ sở toàn bộ diện tích và dân số của xã Lê Bình cũ.
Khi mới thành lập, thị trấn Thanh Miện có 660,11 ha diện tích tự nhiên và 9.564 người.
Đến năm 2018, thị trấn Thanh Miện có diện tích 6,14 km², dân số là 11.398 người, mật độ dân số đạt 1.856 người/km². Xã Hùng Sơn có diện tích 3,45 km², dân số là 3.486 người, mật độ dân số đạt 1.010 người/km².
Ngày 16 tháng 10 năm 2019, Ủy ban Thường vụ Quốc hội ban hành Nghị quyết số 788/NQ-UBTVQH14 về việc sắp xếp các đơn vị hành chính cấp huyện, cấp xã thuộc tỉnh Hải Dương (nghị quyết có hiệu lực từ ngày 1 tháng 12 năm 2019). Theo đó, sáp nhập toàn bộ diện tích và dân số của xã Hùng Sơn vào thị trấn Thanh Miện.